# Rhinocricus mediostriatus
Rhinocricus mediostriatus är en mångfotingart som beskrevs av Filippo Silvestri 1897. Rhinocricus mediostriatus ingår i släktet Rhinocricus och familjen Rhinocricidae. Inga underarter finns listade i Catalogue of Life.